# Adolph Murray
Adolph Murray, född 13 februari 1751 i Stockholm, död 4 maj 1803 i Uppsala, var en svensk läkare,

## Biografi
Adolph Murray var son till Andreas Murray och bror till Johan Andreas och Gustaf Murray. Han blev 1764 student vid Uppsala universitet och ägnade sig snart åt anatomin. Redan vid 19 års ålder förordnades han att under professor Roland Martins tjänstledighet hålla offentliga föreläsningar i anatomi i Stockholm samt promoverades 1772 till medicine doktor i Uppsala. Samma år företog han en utländsk studieresa och kom hem först 1776. Under sin frånvaro hade han utnämnts till ordinarie professor i anatomi och kirurgi vid Uppsala universitet. Han var en av universitetets främsta lärare och utgav en mängd värdefulla arbeten i sin vetenskap. 
Bland dessa märks Observationes circa infundibulum cerebri (1772), Descriptio anatomica canalis cujusdam Fontanæ nuper observati (1780), Descriptio arteriarum corporis humani in tabulas reducta (1780-83; nya upplagor 1794 och 1798), Sciagraphica nervorum capitis descriptio (1793), Sciagraphica nervorum spinalium descriptio (1794-97) och Sciagraphica descriptio venarum corporis humani (1802-03). Vetenskapsakademien, av vilken Murray blev ledamot 1780, lät 1838 prägla en medalj över honom. Murray ligger begravd på Uppsala gamla kyrkogård.